# Diputación (manzana)
Diputación es el nombre de una variedad cultivar de manzano (Malus domestica). Esta manzana está cultivada en diversos viveros entre ellos algunos dedicados a conservación de árboles frutales en peligro de desaparición. Esta manzana es originaria de la  Provincia de Burgos  concretamente en el Valle de Tobalina, donde tuvo su mejor época de cultivo comercial anteriormente a la década de 1960, y actualmente en menor medida aún se encuentra.

## Sinónimos
- "Manzana Diputación".[5][7][8]

## Historia
'Diputación' es una variedad de la Provincia de Burgos en el Valle de Tobalina por donde circula el río Ebro. El cultivo del manzano en Burgos en superficies importantes se remonta a principios del siglo XX sobre todo en la zona de Valle de las Caderechas con variedades de 'Reineta Grís de Canadá' y 'Reineta Blanca de Canadá', que actualmente se siguen cultivando con sello de Denominación de Origen. En otras zonas de Burgos las plantaciones originales se realizaron con variedades indígenas tal como 'Cuatro Cantones', 'Quintanamaría Amarilla', 'Rayada de Oña', y otras.
'Diputación' está considerada incluida en las variedades locales autóctonas muy antiguas, cuyo cultivo se centraba en comarcas muy definidas. Se caracterizaban por su buena adaptación a sus ecosistemas y podrían tener interés genético en virtud de su adaptación. Se encontraban diseminadas por todas las regiones fruteras españolas, aunque eran especialmente frecuentes en la España húmeda. Estas se podían clasificar en dos subgrupos: de mesa y de sidra (aunque algunas tenían aptitud mixta).
'Diputación' es una variedad clasificada como de mesa, difundido su cultivo en el pasado por los viveros comerciales y cuyo cultivo en la actualidad se ha reducido a huertos familiares y jardines privados.

## Características
El manzano de la variedad 'Diputación' tiene un vigor medio; florece a inicios de mayo; tubo del cáliz ancho, triangular o en embudo corto, y con los estambres insertos por debajo de la mitad.
La variedad de manzana 'Diputación' tiene un fruto de tamaño medio a grande; forma esférica aplastada por los dos polos o tronco-cónica, y con contorno desde marcadamente regular a irregular; piel untuosa; con color de fondo amarillo verdoso, importancia del sobre color medio, color del sobre color rojo, distribución del sobre color en chapa/pinceladas, presenta chapa rojo fresa y suaves pinceladas de tonalidad más intensa, situada en zona de insolación con más o menos amplitud, acusa punteado abundante, ruginoso, de variada densidad, y una sensibilidad al "russeting" (pardeamiento áspero superficial que presentan algunas variedades) débil; pedúnculo corto y grueso, leñoso, siendo la anchura de la cavidad peduncular normalmente estrecha, y la profundidad de la cavidad pedúncular medianamente profunda, con chapa ruginosa que se desborda por encima de ella, bordes irregulares, alguno de los frutos presenta un abultamiento lateral en forma de pico de loro, y con importancia del "russeting" en cavidad peduncular fuerte; anchura de la cavidad calicina amplia, profundidad de la cav. calicina de profundidad variada que va desde medianamente profunda en los frutos tronco-cónicos a la superficial en los esféricos, bordes poco ondulados o muy irregulares, y con importancia del "russeting" en cavidad calicina ausente; ojo grande, abierto dejando ver la boca del tubo calicino; sépalos triangulares, con las puntas vueltas hacia fuera, carnosos en su base y separados en su nacimiento, puntas muy agudas.
Carne de color blanca con fibrillas verdosas; textura esponjosa; sabor característico de la variedad, ligeramente ácido y ligeramente astringente; corazón mediano, bulbiforme, centrado; eje abierto; celdas grandes, arriñonadas o alargadas, cartilaginosas y con alguna estría lanosa; semillas con frecuencia se encuentran frutos exentos de semillas, puntiagudas y de tamaño medio.
La manzana 'Diputación' tiene una época de maduración y recolección tardía en el otoño-invierno, se recolecta desde mediados de noviembre hasta principios de enero. Se usa como manzana de mesa fresca.